# Дело Светланы Прокопьевой
Де́ло Светла́ны Проко́пьевой — уголовное дело по обвинению псковской журналистки «Радио Свобода» и колумнистки «Эхо Москвы в Пскове» Светланы Прокопьевой в публичных призывах к осуществлению террористической деятельности или публичном оправдании терроризма (205.2 ч. 2, УК РФ).
Уголовное преследование Светланы Прокопьевой началось после радиоэфира на «Эхо Москвы в Пскове», который вышел 7 ноября 2018 года. Выступая в своей авторской передаче «Минутка просветления», Прокопьева прочитала свой текст с размышлениями о причинах взрыва в УФСБ Архангельска, устроенного студентом Михаилом Жлобицким. Прокопьева связала самоподрыв Жлобицкого с общественно-политической ситуацией в стране. На следующий день, 8 ноября 2018 года, текст выступления был опубликован на сайте информагентства «Псковская лента новостей» под заголовком «Репрессии для государства».
По требованию Роскомнадзора запись радиоэфира и текст Прокопьевой впоследствии были удалены из интернета. 5 февраля 2019 года Следственный комитет РФ возбудил уголовное дело по статье «оправдание терроризма», 7 февраля Прокопьева стала подозреваемой по этому делу. 4 июля 2019 года Росфинмониторинг внёс журналистку в перечень экстремистов и террористов. В то же время «Сбербанк» заблокировал её денежные счета. 20 сентября 2019 года Прокопьевой предъявили официальное обвинение, основанием для уголовного дела против неё послужили её слова, сказанные в эфире «Эхо Москвы в Пскове» и перепечатанные на сайте «Псковской ленты новостей». Во время судебного процесса, 3 июля 2020 года, прокурор Наталья Мелещеня запросила для Прокопьевой лишение свободы сроком на 6 лет в колонии общего режима и запрет на журналистскую деятельность в течение 4 лет после освобождения из колонии. 6 июля 2020 года 2-й Западный окружной военный суд признал журналистку виновной и назначил ей наказание в виде штрафа в размере 500 тысяч рублей.
В дальнейшем Светлана Прокопьева начала процесс обжалования приговора. 15 июля 2020 года она подала апелляционную жалобу, однако 2 февраля 2021 года Апелляционный военный суд оставил приговор без изменений, тем самым приговор вступил в силу. 15 февраля 2021 года Прокопьева открыла сбор средств на своей личной странице в Facebook в помощь по оплате штрафа в 500 тысяч рублей, на который откликнулось множество людей, включая стендап-комика Данилу Поперечного. 25 февраля того же года журналистка сообщила, что оплатила штраф. Оставшиеся от сбора денег средства она в дальнейшем передала в помощь правозащитникам. 6 апреля 2021 года Прокопьева подала кассационную жалобу на приговор в военную коллегию Верховного суда России, однако 6 июля того же года суд оставил приговор без изменений. 26 ноября 2021 года Прокопьева направила жалобу в Европейский суд по правам человека. 19 мая 2022 года Прокопьевой разблокировали денежные счета и её исключили из реестра экстремистов и террористов Росфинмониторинга.
Светлана Прокопьева также обращалась в Конституционный суд РФ с жалобой на статью 205.2 УК РФ, заявляя, что эта статья несёт угрозу уголовного преследования журналистов, если те информируют общество об обстоятельствах совершения преступления, однако 31 марта 2022 года суд отклонил эту жалобу. Прокопьева также подавала жалобу в Конституционный суд РФ на несколько положений из Уголовно-процессуального кодекса РФ, требуя признать неконституционность ч. 2 ст. 61, ч. 2 ст. 71, п. 3 ч. 2 ст. 75 и ч. 2 ст. 88. 20 октября 2022 года суд отказал в этой жалобе.
Дело Светланы Прокопьевой стало самым известным из всех случаев, связанных с оправданием терроризма в России. Оно вызвало международный протест журналистских и правозащитных организаций, за псковскую журналистку вступились Совет по правам человека при Президенте России, Союз журналистов России, Профсоюз журналистов и работников СМИ, ассоциация «Свободное слово», Союз журналистов Санкт-Петербурга и Ленинградской области, Белорусская ассоциация журналистов, Европейская и Международная федерации журналистов, коалиция «За женщин в журналистике», Международный институт прессы, Репортёры без границ, Комитет защиты журналистов, Human Rights Watch, ОБСЕ, «Мемориал», Amnesty International. Правозащитная организация «Мемориал» заявила, что Светлану Прокопьеву преследуют по политическим мотивам. Свыше 400 российских журналистов оставили свои подписи в поддержку Прокопьевой, петиция на Change.org в её защиту набрала более 150 тысяч подписей, а открытое письмо журналистки «Семь лет за две страницы текста» опубликовали многие российские СМИ. Светлана Прокопьева была удостоена Международной премии за свободу прессы от Комитета защиты журналистов, премии «Редколлегия», премии газеты «Коммерсант-СПб» «Слово с твёрдым знаком» и премии журнала Glamour «Женщины года — 2020».

## Обстоятельства дела

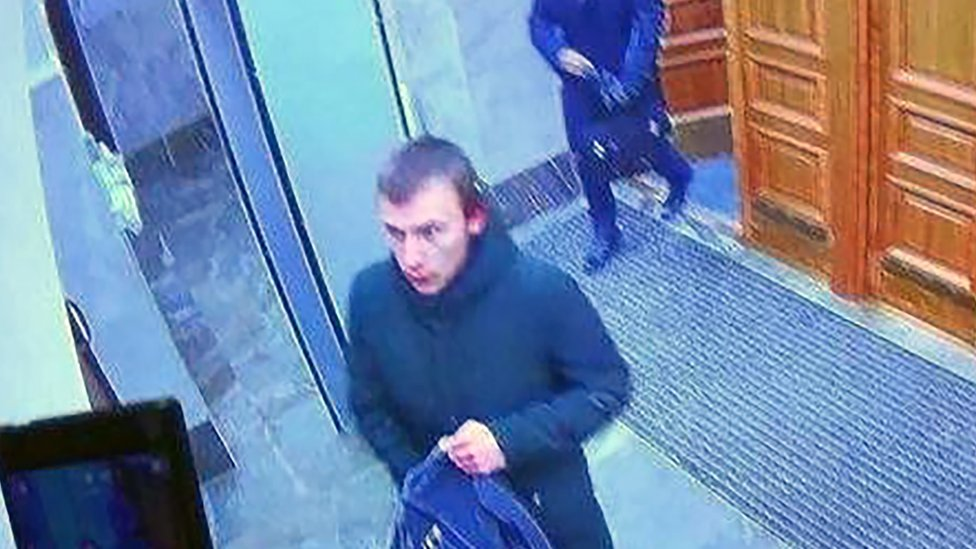
Михаил Жлобицкий на проходной архангельского управления ФСБ

7 ноября 2018 года Светлана Прокопьева в эфире в студии «Эхо Москвы в Пскове» вела свою авторскую передачу «Минутка просветления», в которой рассуждала о причинах поступка 17-летнего студента, левого террориста и анархо-коммуниста Михаила Жлобицкого, неделей ранее устроившего взрыв в УФСБ Архангельской области, закончившегося ранениями трёх сотрудников ФСБ и смертью самого подрывника. Прокопьева связала самоподрыв Жлобицкого с общественно-политической ситуацией в стране и провела параллели с акциями народовольцев во времена революционного терроризма в Российской империи. В своей статье она отмечала, что в стране есть проблемы с политическим активизмом, что многолетнее давление государства на политические и гражданские свободы привело Россию в стадию репрессивного государства, которое «само воспитало» поколение граждан, которые с ним борются.
На следующий день текст выступления журналистки вышел под заголовком «Репрессии для государства» на сайте псковского информагентства «Псковская лента новостей». 11 декабря Роскомнадзор вынес предупреждение «ПЛН» и «Эхо Москвы в Пскове», сочтя, что в словах журналистки содержатся признаки оправдания терроризма. По постановлению Роскомнадзора запись радиоэфира и публикация Прокопьевой были удалены, а «Эхо Москвы в Пскове» и «ПЛН» оштрафовали на 150 и 200 тысяч тыс. рублей соответственно. После этого радиостанция «Эхо Москвы в Пскове» сняла передачу Прокопьевой с эфира и прекратила сотрудничество с журналисткой.

## Уголовный процесс

### Возбуждение уголовного дела и обыск
5 февраля 2019 года Следственный комитет возбудил против Светланы Прокопьевой уголовное дело по статье о публичном оправдании терроризма (по словам главного редактора «Эхо Москвы» Алексея Венедиктова дело завели именно из-за публикации текста в «Псковской ленте новостей»). На следующий день, 6 февраля, в 12:00 в квартиру журналистки приехал специальный отряд быстрого реагирования, одновременно с этим дом окружили вооружённые люди в камуфляже со щитами и автоматами, у Прокопьевой был устроен пятичасовой обыск, в ходе которого изъяли технику, документы, в том числе загранпаспорт. В тот же день, после обыска журналистку под конвоем увезли на допрос. На второй день допроса, 7 февраля, стало известно, что Прокопьева стала подозреваемой по делу об оправдании терроризма. Прокопьева сообщила, что во время допроса воспользовалась 51 статьей, дающей право не свидетельствовать против себя.
4 июля 2019 года Светлану Прокопьеву без решения суда и до предъявления обвинения внесли в федеральный список Росфинмониторинга, подозреваемых в причастности к экстремистской или террористической деятельности. В это же время Сбербанк заблокировал её банковские счета.
20 сентября 2019 года Прокопьевой официально предъявили обвинение в оправдании и пропаганде терроризма и взяли подписку о невыезде и неразглашении информации.

26 ноября того же года запрет о неразглашении информации был снят Псковским областным судом. 28 ноября Прокопьева заявила, что следователи взломали её рабочий телефон марки iPhone и исследовали всю её переписку.
24 декабря дело вернули следователю для проведения новой экспертизы. Известно, что на протяжении уголовного процесса сменилось пять следователей, а само уголовное дело насчитывает 12 томов.
16 марта 2020 года прокуратура Пскова утвердила обвинительное заключение и журналистке вновь предъявили обвинение в оправдании терроризма.
8 апреля 2020 года Прокопьевой сообщили, что суд по её делу начнётся 20 апреля.

### Свидетели
Свидетелями обвинения стали депутат Собрания депутатов Островского района Псковской области, член партии «Коммунисты России» Вячеслав Евдокименко, доцент Максим Васильев, ветеран МВД, президент псковского «Союза ветеранов кавказских войн» Игорь Иванов, грузчик Илья Васильев, дворник Андрей Константинов (который в протоколах следствия именуется общественным деятелем), и два засекреченных свидетеля, выступавшие под конспиративными именами Пётр Петрович Петров и Алексей Егоров. Согласно материалам дела, центр «Э» рекомендовал привлечь Евдокименко в качестве свидетеля по делу Прокопьевой. Евдокименко является автором заявления, размещённого на сайте Коммунистов России 11 февраля 2019 года (через 6 дней после того, как было возбуждено уголовное дело), в котором текст Прокопьевой назывался «ярчайшим примером преступного злоупотребления свободой слова». После оглашения приговора Евдокименко заявил, что суд принял разумное решение, а отправлять Прокопьеву в тюрьму нельзя, чтобы она не стала «мученицей» в глазах либеральной общественности. Показания свидетелей сопровождались отрицательными характеристиками Прокопьевой, её журналистская деятельность оценивалась как «дискредитирующая действующую власть», утверждалось, что журналистка глумится над государством, пытается своими публикациями свергнуть строй, в негативном свете приводилось её сотрудничество с телерадиокомпанией Би-би-си и волонтёрская деятельность в штабе Навального.

### Лингвистические экспертизы
Текст Светланы Прокопьевой проходил через ряд лингвистических экспертиз, заключений специалистов и рецензий на экспертизы. Некоторые из них проводились в рамках административных исков против «ПЛН» и «Эхо Москвы в Пскове», другие в рамках уголовного дела против Прокопьевой и со стороны защиты журналистки.
| Жанр                     | Эксперты                             | Запрос                                                                          | Наличие признаков оправдания терроризма в тексте журналистки С. Прокопьевой |
| ------------------------ | ------------------------------------ | ------------------------------------------------------------------------------- | --------------------------------------------------------------------------- |
| Экспертиза               | А. Гершликович, А. Сорговицкий       | Роскомнадзор                                                                    | зелёная ✓                                                                   |
| Рецензия на экспертизу   | В. Ефремов                           | Учредитель «Эхо Москвы в Пскове» и «Псковской ленты новостей»                   | ❌                                                                          |
| Заключение специалиста   | Т. Шмелёва                           | Учредитель «Эхо Москвы в Пскове» и «Псковской ленты новостей»                   | ❌                                                                          |
| Экспертиза               | В. Кисляков, А. Рыженко              | Следственный комитет РФ                                                         | зелёная ✓                                                                   |
| Экспертиза               | А. Лаптева, Н. Пикалёва              | Следственный комитет РФ                                                         | зелёная ✓                                                                   |
| Заключение специалистов  | И. Жарков, А. Мамонтов, Г. Трофимова | Защита Прокопьевой (Агора, Центр защиты прав СМИ, Псковская коллегия адвокатов) | ❌                                                                          |
| Заключение специалистов  | Е. Колтунова, С. Давыдова            | Защита Прокопьевой (Агора, Центр защиты прав СМИ, Псковская коллегия адвокатов) | ❌                                                                          |
| Экспертиза               | А. Руденко, В. Белоусов              | Суд                                                                             | зелёная ✓                                                                   |
| Рецензия на экспертизу   | М. Горбаневский, Е. Кара-Мурза       | Адвокат И. В. Попов                                                             | ❌                                                                          |
| Заключение специалистов* | Неизвестные лица                     | Игорь Иванов                                                                    | зелёная ✓                                                                   |
| Экспертиза               | Ю. Байкова, О. Якоцуц                | Следственный комитет РФ                                                         | зелёная ✓                                                                   |

 — признаки оправдания терроризма присутствуют
  — признаки оправдания терроризма отсутствуют
* — не приобщена судом к материалам дела

#### Экспертиза первая
Данная экспертиза послужила основанием для вынесения предупреждений «Эхо Москвы в Пскове» и «Псковской ленте новостей». Эта экспертиза была передана в Следственный комитет Пскова, после чего началась доследственная проверка журналистки по статье 205.2. Эксперты Анастасия Гершликович и Александр Сорговицкий из ФГУП «Главный радиочастотный центр» от 18 ноября 2018 года установили, что в своём тексте Прокопьева указывает на то, что власти не обеспечивают соблюдения законных прав и свобод граждан. По их словам, журналистка связывает причину взрыва с деятельностью органов правопорядка, сравнивает террориста Михаила Жлобицкого с народовольцами и видит теракт как «единственное возможное решение для привлечения внимания к проблемам в современной России».

#### Рецензия первая
На работу Гершликович и Сорговицкого учредитель «Эхо Москвы в Пскове» и «Псковская лента новостей» заказал рецензию у профессора кафедры русского языка РГПУ им. А. И. Герцена В. А. Ефремова. Ефремов раскритиковал работу Гершликович и Сорговицкого, по его словам, там нет анализа, «нарушены причинно-следственные связи», нарушены принципы экспертной методологии. Лингвист, ознакомившись с текстом Прокопьевой, не нашёл в нём оправдание терроризма и заметил, что сама журналистка, сопоставляя действия архангельского подрывника с акциями народовольцев, пишет о сходстве как «чудовищном». Ефремов считает, что в статье журналистки «нормальное и достойное сочетание экспрессии и аналитики».

#### Заключение первое
На работу Гершликович и Сорговицкого учредитель «Эхо Москвы в Пскове» и «Псковская лента новостей» дополнительно заказал заключение у профессора кафедры журналистики НовГУ, доктора филологических наук Т. В. Шмелёвой. Эксперт не нашла признаков оправдания терроризма в тексте Прокопьевой. Основной мотив текста журналистки — это поиск причин случившегося в Архангельске. По мнению филолога, в тексте Прокопьевой нет высказываний с предикатом оправдания терроризма и его производных, там также нет утверждений об отсутствии вины Жлобицкого и нет его положительной оценки.

#### Экспертиза вторая
Данная экспертиза была назначена Следственным комитетом в рамках доследственной проверки и в результате проверки было возбуждено уголовное дело по статье 205.2. Психолог Виктор Кисляков и лингвист Алексей Рыженко из «Южного экспертного центра» от декабря 2018 года установили, что Прокопьева видит в действиях террориста логичное следствие «репрессивной» политики нынешней власти, рассматривает произошедшее как «протест против пыток и фабрикации уголовных дел». Журналистка использует в отношении «террориста и теракта понятия, которые должны вызывать нейтральные или позитивные ассоциации у политически активных граждан». Она критикует действия ФСБ, но не критикует теракт, а также создаёт в тексте позитивный образ террориста, у которого по Прокопьевой были «высокие цели», «благородные мотивы».

#### Экспертиза третья
Данная экспертиза была назначена Следственным комитетом в рамках расследования уголовного дела и в результате Прокопьева, до этого находившаяся в статусе подозреваемой, стала обвиняемой. Психолог Анастасия Лаптева и лингвист Наталья Пикалёва из Северо-Западного регионального центра судебной экспертизы Минюста от марта 2019 года заключили, что, деяние Жлобицкого не вызывает у Прокопьевой негативной оценки, в отличие от жертв теракта — правоохранителей. Также негативно оцениваются власти, на фоне чего «нейтральные» слова, используемые по отношению к Жлобицкому и теракту, «приобретают положительный оттенок».

#### Заключение второе
Экспертиза, на которую журналистка собирала деньги при помощи краудфандинга. Заключение подготовили Игорь Жарков (ГЛЭДИС), Александр Мамонтов (Гос. ИРЯ им. Пушкина) и Галина Трофимова (РУДН). По итогу оправдание терроризма в тексте Прокопьевой ими обнаружено не было.

#### Заключение третье
Психолог С. В. Давыдова и преподаватель НГУ им. Н. И. Лобачевского Елизавета Колтунова не обнаружили оправдание терроризма в тексте Прокопьевой.

#### Экспертиза четвёртая
Данная экспертиза была назначена судом в рамках оспаривания «Эхо Москвы в Пскове» и «Псковская лента новостей» предупреждений Роскомнадзора. Экспертами Аллой Руденко и Вячеславом Белоусовым из Московского государственного лингвистического университета было выявлено, что в тексте журналистки есть неявное оправдание терроризма. Белоусов аргументировал свою позицию тем, что такими выражениями из статьи как «пытки», «запреты», «безжалостное государство, репрессивное государство», «Путинская Россия», «наказания» Прокопьева неявно оправдывала терроризм. Свой метод эксперт объяснил чтением между строк, «видеть больше того, что написано или сказано».

#### Рецензия вторая
Российский языковед и академик РАЕН Михаил Горбаневский раскритиковал экспертизу Руденко и Белоусова, назвав её ненаучной и совместно с доцентом кафедры стилистики русского языка факультета журналистики МГУ им. М. В. Ломоносова Еленой Кара-Мурзой представил на неё рецензию от 29 июля 2019 года.

#### Заключение четвёртое
Известно о заключении сделанном в Санкт-Петербургском государственном университете неизвестными лицами, она не была приобщена судом к материалам дела.

#### Экспертиза пятая
24 января 2020 года появилась информация, что следствие поручило провести новую экспертизу экспертам из Хакасии — преподавателю Хакасского госуниверситета Юлии Байковой и директору абаканского ООО «Консорциум», члену штаба Общероссийского народного фронта Ольге Якоцуц. Экспертиза хакасских специалистов стала последней в деле Прокопьевой и основной у стороны обвинения. Как указано в материале интернет-издания Baza, Якоцуц и Байкова в ходе проверки выявили, что в тексте журналистки есть признаки оправдания разного рода действий «связанные с устрашением» и «создающие опасность гибели людей». Они заключают, что статья выставляет государство в неблаговидном свете, формирует враждебное отношение к правоохранителям и силовикам и может повлиять на рост протестных настроений, «повышает уровень недовольства властью».

##### Судебный иск автора экспертизы к Прокопьевой
Известно, что после того как Прокопьева отреагировала в фейсбуке на проведение новой экспертизы, Якоцуц подала на Прокопьеву в суд на полмиллиона рублей, увидев в посте журналистки неэтичное поведение. Адвокаты Прокопьевой в ответ подали ходатайство об исключении экспертизы Якоцуц, мотивировав тем, что последней не хватает экспертного стажа, а её исковое заявление против псковской журналистки лишает эксперта беспристрастности. 26 июня суд отказал защитникам Прокопьевой в этом ходатайстве. 12 августа псковский суд также отказался удовлетворить исковый запрос Якоцуц. 13 августа Якоцуц заявила, что намерена обжаловать отказ псковского суда. 19 ноября стало известно, что псковский суд отказался удовлетворить иск о защите чести и репутации Якоцуц, последняя заявила, что не будет обжаловать решение суда.

### Судебный процесс
20 апреля 2020 года, когда должно было пройти предварительное заседание, стало известно, что суд перенёс рассмотрение дела на неопределённый срок в связи с распространением коронавирусной инфекции COVID-19 в России. В дальнейшем было объявлено, что судебный процесс возобновится с 16 июня.

#### День первый
16 июня 2-й Западный окружной военный суд возобновил судебный процесс. В этот день суд коротко изложил суть обвинения Прокопьевой, а именно в том, что она умышленно изготовила аудиозапись на студии «Эхо Москвы в Пскове», зачитав текст с признаками оправдания терроризма в котором архангельский террорист представлялся «жертвой политики действующей власти и новым народовольцем», после чего текст был опубликован на сайте «Псковской ленты новостей». Псковская журналистка заявила, что не согласна с обвинением. Затем были выслушаны свидетели обвинения. Показания давали руководитель управления Роскомнадзора по Псковской области Дмитрий Фёдоров, его подчинённый и начальник одного из отделов управления Роскомнадзора Эдуард Кожокарь, бывшая сотрудница ФГУП «Радиочастотный центр» Мирослава Стёпина, главный редактор и директор «Эха Москвы в Пскове» Максим Костиков и его заместитель Константин Калиниченко. Во время суда стало известно, что признаки оправдания терроризма в статье Прокопьевой изначально нашла автоматизированная компьютерная система АС МСМК, которая среагировала на ключевые слова «террорист», «теракт» и прочие. Об этом было доложено Роскомнадзору, который затем поручил провести проверку текста Прокопьевой, чем и занялась Стёпина, по итогу обнаружив в нём «формирование одобрительного отношения к террористу». На суде Стёпина призналась, что у неё нет соответствующего образования, она не является специалистом в области экспертизы текстов. Главный редактор «Эха Москвы в Пскове» Максим Костиков заявил в суде что не читал колонку Прокопьевой и попросил тогда своего заместителя Константина Калиниченко посмотреть текст, однако тот в свою очередь сказал, что не помнит читал он текст или нет.

#### День второй
17 июня были допрошены сотрудники ООО «Гражданская пресса», выпускающий редактор «Псковской ленты новостей» Марина Кулешова, которая сообщила, что во время выхода текста Прокопьевой находилась в отпуске, допросили выпускающего редактора радио «Эхо Москвы в Пскове» Надежду Назаренко, обозревателя «Эха Москвы в Пскове» и «ПЛН» Александра Донецкого, который не нашёл ничего возмутительного в тексте Прокопьевой чтобы помешало его выпустить и депутат Псковского областного собрания Лев Шлосберг. Показания Шлосберга сводились к тому, что он считает Прокопьеву одним из лучших журналистов с которым работал, а её текст является журналистским исследованием, в котором Прокопьева задавалась вопросом, почему молодёжь приходит к насилию и какова роль государства в этом вопросе.

#### День третий
22 июня в суде выступил руководитель управления Роскомнадзора по Псковской области Дмитрий Фёдоров, который заявил, что своим текстом Прокопьева выразила «ярко выраженное негативное отношение к государству» и позитивное отношение к Михаилу Жлобицкому. Фёдоров также выразил недоумение каким образом государство у Прокопьевой является жестоким и репрессивным, если оно предоставило молодому человеку образование. Был допрошен главный редактор ПЛН Александр Савенко, который сказал, что бегло прочитал колонку Прокопьевой и не обнаружил в ней ничего возмутительного. Допросили лингвиста-эксперта и филолога НовГУ им. Я. Мудрого Владлена Макарова, который сказал, что в переписке Прокопьевой не содержится признаков того, что журналистка пыталась найти нужного эксперта для получения удобной для себя экспертизы.

#### День четвёртый
23 июня состоялось слушание показаний экспертов из Волгограда. Лингвист Алексей Рыженков заявил, что журналистка обращается со словом «террорист» нейтральным образом, не использует его ни в положительной ни в негативной коннотации. По его словам, Прокопьева написала «аналитическую, полемическую статью», в которой неявно оправдывала терроризм, солидаризировалась со взглядами Михаила Жлобицкого и объясняла его поступок «вынужденной мерой и наличием у него высшей цели». Психолог Виктор Кисляков считает, что Прокопьева написала талантливый текст, что «это профессиональная работа журналиста, который не боится высказать своё мнение, отличное от мнения других, не боится прямо критиковать действующую власть». Однако, вместе с тем текст настраивает на выражение сочувствия к Михаилу Жлобицкому: в качестве доказательства своего аргумента эксперт приводит фразу из статьи Прокопьевой «парень, который родился и вырос в путинской России». Кисляков добавляет, что пропаганды терроризма в тексте нет, отношение автора к теракту негативное, но к самому террористу такой же негативной оценки нет.

#### День пятый
25 июня стало известно, что обвинение не будет допрашивать хакасского эксперта Ольгу Якоцуц. Анастасия Лаптева, эксперт из Санкт-Петербурга и ФБУ «Северо-Западный региональный центр судебной экспертизы», заявила что не обнаружила признаков оправдания терроризма в аудиозаписи передачи, но нашла их в опубликованном тексте: там «присутствует неготовность осуждения поступка террориста», указывается вынужденность того решения, к которому пришёл Михаил Жлобицкий и возлагается ответственность за произошедшее на государство. Лаптева добавила, что текст псковской журналистки может вызвать разные реакции, он повествует о конфликте между государством и народом. Наталья Пикалёва, старший государственный судебный эксперт из Северо-Западного регионального центра судебной экспертизы Минюста РФ, нашла оправдание терроризма и в тексте Прокопьевой и в аудиозаписи передачи. Пикалёва посчитала неуместным искать конкретные фразы, оправдывающие терроризм, и заявила, что нужно отталкиваться от текста в целом.

#### День шестой
26 июня стало известно, что Хакасский университет отрицает своё отношение к экспертизе Ольги Якоцуц и Юлии Байковой, оказалось, что последняя на момент написания экспертизы не была штатным работником университета. Заключение экспертов было предоставлено на бланке не соответствующим бланку университета, в экспертизе обнаружились ошибки: учредитель университета указан неправильно, также неправильно указаны индекс, название вуза и филологического института, несмотря на это судья отклонил запрос адвокатов Прокопьевой в исключении экспертизы, мотивировав тем, что эти моменты не затрагивают профессионализм Байковой. На претензии защиты в предвзятости Якоцуц в отношении Прокопьевой из-за того, что первая подала иск против псковской журналистки о защите чести и достоинства, сторона обвинения указала, что исковое заявление появилось уже после написания экспертизы и личной заинтересованности у эксперта быть не могло. Суд решил, что «оснований не доверять данному заключению не имеется, подвергать сомнению выводы также нет».

#### День седьмой
29 июня в суде выступил лингвист, эксперт Гильдии лингвистов-экспертов по документационным и информационным спорам (ГЛЭДИС) Игорь Жарков. По его словам, оправдания терроризма в тексте нет. Саму статью он называет «аналитической», а заключение экспертов обвинения «необоснованным». Жарков отметил, что выражения в статье Прокопьевой «молодой человек», «юный гражданин» не носят ни позитивной, ни негативной смысловой нагрузки, а являются фактом, поскольку речь идёт о 17-летнем человеке. Эксперт считает, что предметом статьи является не теракт сам по себе, а «критика репрессивной практики со стороны государства», что взрыв является информационным поводом для той темы, которую подняла Прокопьева. Эксперт отметил, что Прокопьева в своём тексте не говорила о вынужденности поступка Михаила Жлобицкого, она перечислила альтернативные способы политического протеста и указывала на то, что Жлобицкий не воспользовался этими способами. Он добавляет, что журналистка своей статьёй негативно оценивает как деятельность государства, так и самоподрыв террориста, последний оценивается словами Прокопьевой в тексте как «жестокость» и «чудовищный». В этот день выступила Елизавета Колтунова, специалист из Нижегородского государственного университета. По её словам, статья Прокопьевой «аналитическая», из 955 слов тема взрыва занимает в ней меньше трети и не является главной. Как говорит Колтунова, статья состоит из трёх конфликтных ситуаций: взрыв в УФСБ Архангельска, история с Милушкиным и взаимоотношения журналистки с государством. Под влиянием аналитической работы эти темы объединяются в вопрос о взаимоотношениях гражданина и государства. Колтунова не нашла подтверждения в тексте о вынужденности поступка Михаила Жлобицкого, напротив, по её словам, Прокопьева указывает на альтернативные способы: пойти на выборы, вступить в партию, выйти на пикет, написать заявление. Колтунова говорит, что в своей статье Прокопьева оценивает негативно всё: и взрыв, и террориста, и государство, и правоохранительные органы.

#### День восьмой
30 июня в суде выступила профессор кафедры журналистики Новгородского госуниверситета Татьяна Шмелёва. Она заявила, что в статье Прокопьевой невозможно найти оправдание терроризма, что использование в её статье выражения «молодой человек» (в своей статье Прокопьева не использовала имя и фамилию Михаила Жлобицкого) нейтральное. Эксперт не увидела в словах Прокопьевой мысли о вынужденности поступка террориста, автор указывала на различные способы политических действий, «которыми террорист не воспользовался». Шмелёва не нашла в статье подтверждения, что автор говорит о благородных целях и мотивах Жлобицкого, его цель не указана. В суде выступила Юлия Сафонова, эксперт с почти 30-летним стажем, автор около 300 экспертиз по экстремизму и одного из методических пособий, которым пользовались эксперты в деле Прокопьевой. Сафонова сказала, что большая часть статьи Прокопьевой «содержательно-информационная», взрыв для статьи — информационный повод, главная тема — взаимоотношения государства и общества. По словам Сафоновой, положительных оценок в тексте нет, применительно к теракту и террористу журналистка использует в своей статье негативно окрашенные выражения «сходство тем более чудовищное» и «жестокость порождает жестокость». Сафонова добавляет, что в тексте Прокопьевой нет «семантики вынужденности», автор со своей стороны перечислила ряд возможных способов протеста и указывала, что Жлобицкий не увидел этих вариантов. Эксперт говорит, что главная цель статьи Прокопьевой — привлечь внимание государства «о ненадлежащих действиях» властей. Сафонова резюмирует, что ни в тексте Прокопьевой ни в аудиозаписи передачи нет лингвистических способов оправдания терроризма, выражено негативное отношение к произошедшему в Архангельске. В этот день была допрошена Светлана Прокопьева, она рассказала где работает сейчас и где работала раньше, на каких условиях сотрудничала с «Эхо Москвы в Пскове», добавила, что записать программу самостоятельно не могла, потому что ключа от редакции у неё нет, она не в курсе как включать аппаратуру в студии и не обладает доступом к админке сайта Псковской ленты новостей. Журналистка сказала, что отправляла свой текст главному редактору «Эхо Москвы в Пскове» Максиму Костикову и никаких правок не получала. Прокопьева отрицала обвинение в оправдании терроризма и заявила, что никогда им не занималась и не собирается заниматься поскольку против насильственных методов решения конфликта. Она сказала, что написала статью для того чтобы «разобраться и не допустить повторения [случившегося в Архангельске]».

#### День девятый
3 июля начались прения сторон. Государственный обвинитель Наталья Мелещеня заявила, что вина Прокопьевой полностью доказана. По версии обвинения, Прокопьева в своём тексте «формировала представления о допустимости совершения террористической деятельности», она понимала негативные последствия своей программы и желала их. Она также была в курсе, что её программа выйдет в эфире и будет продублирована на сайтах ПЛН и «Эха Москвы в Пскове». Сторона обвинения запросила в качестве наказания шесть лет лишения свободы в колонии общего режима, а также предложила запретить журналистке на четыре года заниматься журналистикой. Защитники Прокопьевой — Виталий Черкасов («Агора»), Тумас Мисакян («Центр защиты прав СМИ») и Татьяна Мартынова («Псковская коллегия адвокатов») не согласились с обвинением и сказали, что состава преступления в тексте нет, он не выходит за пределы «законной критики» и попросили об оправдательном приговоре. Прокопьева выступила в суде с последним словом, она заявила, что не боится критиковать государство, что её текст прочитало множество людей и это не привело к насилию и беспорядкам. Она добавила, что выполняла свой профессиональный долг, что федеральный закон «О СМИ» даёт ей конституционное право на информирование общества.

#### День десятый. Приговор
6 июля состоялся последний день суда. Светлана Прокопьева приехала с «тревожной сумкой», полагая, что её могут отправить в тюрьму. Суд огласил приговор. Прокопьеву признали виновной и назначили наказание в виде 500 тысяч рублей штрафа. После этого журналистка поблагодарила всех, кто её поддерживал и заявила, что будет обжаловать приговор.

## Контекст и предпосылки

### Отчётность силовых ведомств
Дело Светланы Прокопьевой стало самым резонансным и освещаемым из всех случаев связанных с оправданием терроризма в России. Политолог Екатерина Шульман считает, что псковская журналистка стала жертвой корыстного бюрократического расчёта силовых ведомств, которым постоянно нужно доказывать свою эффективность и показывать результаты. Она отмечает, что в России те теракты, которые направлены против правоохранительных структур, считаются недочётом тех же самых структур и приводят к двум последствиям: с одной стороны к кадровым увольнениям и наказаниям потому что не доглядели, с другой — к борьбе с подобными акциями в будущем. Шульман приводит в пример взрыв в УФСБ Архангельска, после которого, как она говорит, «по всей стране началась раскрутка разнообразных молодёжных террористических и экстремистских организаций — то ли реально существующих, то ли сформированных специально под отчётность спецслужб. Многие люди от этого пострадали. Мы видим, какой масштаб приобрели дела „Сети“ и „Нового величия“ […] [были] заведены уголовные дела по статье „Оправдание терроризма“ против людей, высказывающихся в Сети [...] Спецслужбам нужно отчитываться: если они не могут выявить настоящих террористов, они их начинают создавать, а потом уже раскрывать». Юрист международной правозащитной группы Агора Дамир Гайнутдинов тоже считает, что здесь основную роль играет отчётность, он говорит, что эта отчётность с одной стороны связана «с международными обязательствами России по борьбе с терроризмом», а с другой «с необходимостью демонстрации ФСБ собственной важности, контролем за информационным пространством и внутренней отчётностью спецслужбы».

### Рост уголовных дел по статье 205.2
По данным Мемориала с 2010 по 2013 годы по статье 205.2 были осуждены девять человек. Начиная с 2014 года, количество дел связанных с этой статьёй возросло и стало основанием для общественного обсуждения и исследования тренда. Эксперт Мемориала Дарья Костромина считает, что первоначальным поводом к росту дел по статье 205.2 было появление на мировой сцене ИГИЛ, запрещённой в России террористической организации, которая начала приобретать известность в 2014 году. Первое время по этой статье судили в основном людей допускавших неприемлемые высказывания, как правило, солидаризирующиеся со взглядами исламских террористических группировок. Ужесточение статьи 205.2 начало появляться в 2014 и 2016 годах: с 2014 года по ней перестали давать условный срок, с 2016-го дела стали рассматриваются только в военных судах и без участия присяжных. В 2016 году политики Ирина Яровая и Виктор Озеров внесли в Госдуму пакет антитеррористических поправок более известный как «закон Яровой», в которых увеличивались сроки по всем террористическим статьям, статья 205.2 тоже ужесточалась: если раньше ответственность по ней грозила только СМИ, то теперь она распространялась и на пользователей Рунета. Статья 205.2 дополнительно получала новый состав преступления в виде «пропаганды терроризма» и дополнялась примечаниями, согласно которыми призывом к терроризму могли считаться призывы к насильственному захвату власти, вооружённому мятежу, участию в незаконном вооружённом формировании. Поправки официально вступили в силу с 1 июля 2018 года. Как пишет Костромина в докладе «Уголовные преследования за терроризм в России и злоупотребления со стороны государства. Протеррористические высказывания» эти нововведения привели к тому, что «„закон Яровой“ окончательно стёр границы между экстремизмом и терроризмом», а высказывания в интернете против конституционного строя стало возможным расценивать как призывы к террористической деятельности. Согласно данным «Агоры» в 2016—2017 годах количество дел по статье об оправдании терроризма или призывам к нему выросло более чем в 20 раз. Известно, что в 2015 году по этой статье было вынесено восемь приговоров, в 2016 — 47, в 2017 — 96, в 2018—120. В докладе Мемориала «Политические репрессии и политзаключённые в России в 2018—2019 годах» о статье 205.2 — которая там называется «самой суровой из всех уголовных статей, карающих за высказывания» — говорится, что её расцвет пришёлся на период с 2018 на начало 2019 годов и за это время её в основном применяли против правозащитников, политических активистов и журналистов. Авторы доклада называют статью 205.2 (как и 148, 280, 280.1, 282) инструментом для запугивания активной части общества и применяемым против публичных критиков власти.

### Декриминализация статьи 282
После ряда уголовных дел связанных с 282 статьёй, которая получила неформальное название «статья за репосты», её смягчили в 2018 году после принятия законопроекта Президента России Владимира Путина. Однако, по словам специалистов, даже без этой статьи в Уголовном кодексе достаточно составов для продолжения антиэкстремистской повестки. Так, юрист международной правозащитной группы «Агора», Дамир Гайнутдинов считает, что спад уголовных дел вызванный декриминализацией 282 статьи, возможно будет компенсирован за счёт статьи 205.2. По его мнению, эта статья является очень удобной, поскольку «играет на одной из главных фобий современности — терроризме». Он считает, что силовые структуры могут управлять этим страхом общества и под предлогам борьбы с терроризмом выполнять план по посадкам, а также арестовывать политически неугодных. Эксперт из Мемориала Дарья Костромина пишет в своём докладе, посвящённому исследованию применения антитеррористических статей в политических репрессиях, что в последние годы формировалась система массовых политических репрессий под видом борьбы с терроризмом. По её словам, применение слова «терроризм» в уголовных делах способствовало устрашению подследственных перед обществом и отталкивало потенциальных защитников. Костромина пишет, что пока люди относились к декриминализации 282 статьи как к оттепели и тешили себя надеждой, что арестов за активность в соцсетях больше не будет, «[статья] 205.2 набиралась сил в тени, питалась свежей кровью новых жертв, получая всё больше возможностей» и по итогу оказалась даже страшнее, чем статья 282. Главный редактор издания «Медиазона» Сергей Смирнов, комментируя случай с Прокопьевой, считает, что декриминализация 282 статьи поспособствовала популярности статье за оправдание терроризма. Адвокат Павел Чиков считает, что статья 205.2 пришла на замену 282 статье. Андрей Карев в материале для Новой газеты пишет, что «вместо частично декриминализированной статьи 282 силовые структуры облюбовали другую тяжкую — статью 205.2». Адвокат Мария Бонцлер считает, что «[205.2] начала массово расходиться после декриминализации 282-й». Кандидат филологических наук и член правления независимой Гильдии лингвистов-экспертов Игорь Жарков считает, что 282 статья позволила обкатать технологию, при которой правоохранители могли с лёгкостью заводить дела и ничего при этом не делать — «можно никуда не ездить, сидишь в тепле за компьютером». По его мнению, после декриминализации 282 статьи, силовые структуры не хотят терять такую «комфортную» технологию и используют её по статье 205.2. Он называет статью 205.2 «прямым наследником декриминализованной статьи за экстремизм». Российский философ и политолог Кирилл Мартынов резюмирует, что дело Светланы Прокопьевой стало свидетельством того, что широкие трактовки силовиков на темы экстремизма и свободы слова никуда не делись, а просто перешли из плоскости декриминализованной 282-й статьи к 205.2.

### Применение статьи 205.2 из-за комментариев о взрыве в УФСБ Архангельска
После взрыва в здании архангельского УФСБ, силовые органы начали возбуждать уголовные дела по статье 205.2 в отношении людей, которые комментировали произошедшее в интернете. По информации юриста международной правозащитной организации «Агора» Павла Чикова «по делу о подрыве в приёмной ФСБ в Архангельске по стране проведены около 100 обысков». Проект ОВД-Инфо указывает на шестнадцать дел, возбужденных из-за комментариев о взрыве. Помимо псковской журналистки Светланы Прокопьевой уголовному преследованию за оправдание терроризма в связи с архангельским взрывом подвергались житель Сочи Александр Соколов — из-за шести комментариев в соцсетях, житель города Тольятти Александр Довыденков — за твит, анархист Вячеслав Лукичев — за публикацию в телеграмм-канале, Павел Зломнов — за чтение стихов о Михаиле Жлобицком, жительница Калининграда Людмила Стеч— за репост новости, экоактивистка из Челябинска Галина Горина — за репост новости «ВКонтакте» о теракте и свой комментарий к нему, карельская анархистка Екатерина Муранова — из-за комментария в «ВКонтакте» к посту о взрыве, житель города Коряжмы Архангельской области Олег Немцев — за комментарий в «ВКонтакте», гражданская активистка Надежда Белова из Новой Усмани — за комментарий в «ВКонтакте», 68-летний Александр Коваленко — за пост в «ВКонтакте», 52-летняя активистка КПРФ Надежда Ромасенко из Вологодской области — за репост на свою страницу в «ВКонтакте» сообщения Жлобицкого и свой комментарий, 42-летний архангельский дальнобойщик Константин Васильянов — за комментарий в «ВКонтакте», 68-летний мужчина из Санкт-Петербурга — за пост в «ВКонтакте», житель Пскова 47-летний Алексей Шибанов — из-за 16 записей в ВКонтакте в числе которых комментирование взрыва, 23-летний студент и курьер из Санкт-Петербурга Александр Меркулов — за посты в ВКонтакте, житель Калуги Иван Любшин— ему назначили пять лет и два месяца колонии общего режима из-за комментария в «ВКонтакте». Жителя Вологды Сергея Арбузова в октябре 2020 года приговорили к пяти годам колонии за комментарий о взрыве.

### Применение статей 205 в отношении работников СМИ
С 2011 по 2019 годы башкирского политика, оппозиционера, издателя газет «Площадь восстания» и «Майдан» Айрата Дильмухаметова несколько раз обвиняли по статье 205.2. В первый раз по этой статье его обвинили в 2011 году (а также по ч.1 статьи 282 и ч.2 статьи 280). Во второй раз по 205.2 его обвинили в 2015 году. В третий раз в 2019 году (а также по ч.1 статьи 280, двум эпизодам ч.2 статьи 280.1 и ч.1 статьи 282.3).
В 2015 году публициста, издателя газеты «Радикальная политика» Бориса Стомахина осудили на семь лет за призывы к терроризму.
В 2016 году против тележурналиста Евгения Киселёва возбудили уголовное дело по статье 205.2 из-за слов, связанных с арестом Надежды Савченко.
В 2018 году Следственный комитет России возбудил уголовное дело против редактора американского издания Washington Examiner Хьюго Гурдона. По данным следствия журналист опубликовал статью призывающую осуществить подрыв Крымского моста.
В 2018 году на омского журналиста, редактора информационного агентства «ДО-инфо» Виктора Корба завели уголовное дело по статье 205.2 из-за публикации последнего слова Бориса Стомахина, осуждённого на 7 лет за призывы к терроризму.
В 2018 году у журналиста и сопредседателя Профсоюза журналистов и работников СМИ Павла Никулина прошёл обыск по схожей статье, 205.3, из-за публикации в The New Times интервью с жителем Калужской области, уехавшего воевать в Сирию.
В 2019 году журналиста и редактора отдела религии дагестанской газеты «Черновик» Абдулмумина Гаджиева обвинили по схожим статьям, 205.5 ч. 2 и 205.1 ч. 4.
25 июня 2020 года Следственный комитет России заочно обвинил журналиста Айдера Муждабаева в публичных призывах к терроризму и его оправданию через интернет, а также объявил журналиста в международный розыск.

## Реакция

### Мнения и оценки

#### Комментарии деятелей СМИ и культуры
И покуда ломаете копья вы, 

Безнадежно утративши стыд,  

Все, что есть, объясняет Прокопьева. 

Будет время — и вас объяснит.

Русский писатель, поэт и публицист Дмитрий Быков положительно отозвался о Светлане Прокопьевой, назвал её главным на сегодняшний день объектом защиты, а тему, которую она сформулировала в своей статье, «самой важной темой нашего времени — стадию превращения государства в репрессивное государство». По его словам, «текст Прокопьевой, которому приписывается оправдание терроризма, ничуть не менее разоблачителен, ничуть не менее важен, чем, скажем, тексты Голунова». Он подписывается под словами журналистки, по его мнению, дело Светланы Прокопьевой это главная точка столкновения двух Россий — «настоящей, свободной, талантливой» и «навязанной, с умирающим и давно деградировавшим ксенофобским, имперским, националистическим проектом». Дмитрий Быков за несколько дней до приговора Прокопьевой написал о её деле стихотворение «Предупредительное». Российский оппозиционный лидер Алексей Навальный заявил что «в колонке [Прокопьевой] всё абсолютная правда» и сказал, что «все должны поддержать, все должны встать за Прокопьеву». Журналист издания Meduza Иван Голунов считает, что Прокопьева занималась журналистской работой, а то что её преследуют свидетельствует о «бессмысленности и неэффективности работы правоохранительной системы в стране». Генеральный директор телеканал Дождь Наталья Синдеева считает, что это дело должно быть прекращено, что все обвинения притянуты за уши. Главный редактор «Эхо Москвы» Алексей Венедиктов считает, что дело Прокопьевой абсолютно липовое и высосанное из пальца, он говорит, что власти таким образом указывают журналистам, что им не следует заходить в область изучения терроризма, в итоге получается, что «[если] ты начинаешь это исследовать, ты оказываешься сообщником». Шеф-редактор издания Znak.com Дмитрий Колезев считает, что «под такую [205.2] статью может попасть каждый журналист, кто пытается разбираться в причинах терактов, понять мотивы террористов», он добавляет, что «государству не нужны такие размышления. Ему удобнее дежурные фразы: „террор — это страшное зло“, и точка». Российский лингвист Ирина Левонтина провела параллели между делом Прокопьевой и случаем с предупреждением газеты «Ведомости» в оправдании терроризма из-за статьи «Вечные ценности. Провал коммуникации» писательницы и литературоведа Майи Кучерской. По словам Левонтиной в обоих случаях авторы не утверждали, что терроризм это хорошо, а пытались объяснить причины этого явления. Однако властям не нравится подобное и в итоге получается, что стоит начать размышлять над этим делом, как тебе говорят: «Ага! Ты оправдываешь!» — и вперёд на семь лет!«. Писатель Борис Акунин считает, что „она [Прокопьева] всего лишь высказала в радиопередаче мнение, что причиной трагедии стала нездоровая социально-политическая ситуация в стране“, по его мнению если Прокопьеву посадят в тюрьму, то „[она] станет для всего мира символом преследования журналистов в путинской России“. Писательница и эссеист Елена Чижова назвала историю с Прокопьевой „безобразием“, с её точки зрения, как человека пишущего, „[её текст это] абсолютно обычное размышление о причинах и следствиях событий“. Журналист, член СПЧ Николай Сванидзе считает, что „Прокопьева абсолютно безвинна“ и „её текст безупречен, ничего там нет, чтобы эту молодую женщину сажать, вообще ничего“.

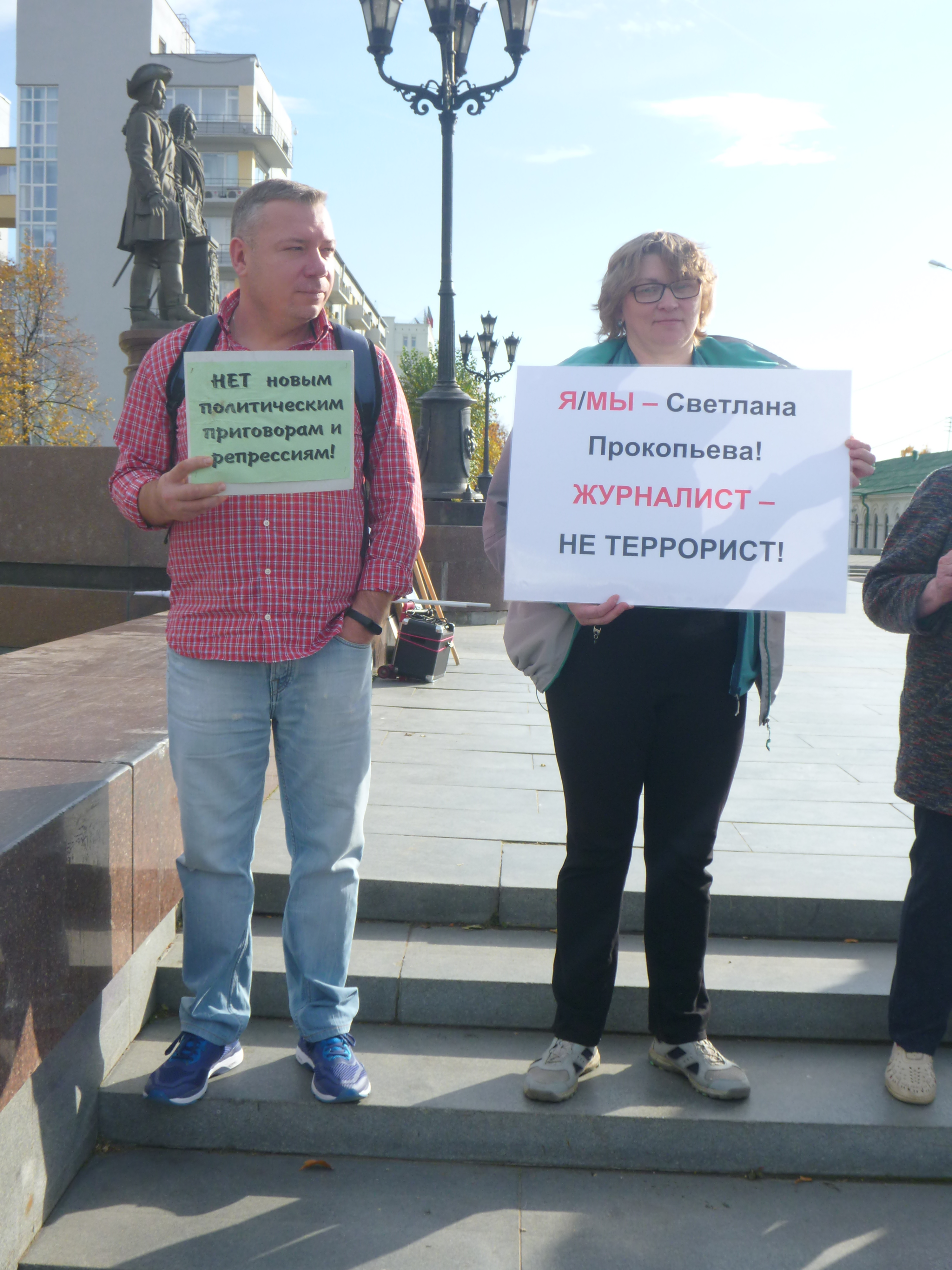
Пикет в защиту Светланы Прокопьевой в Екатеринбурге

Главный редактор журнала „Русский репортёр“ Виталий Лейбин счёл, что Прокопьева подобрала крайне неудачные слова в своём тексте, при этом он добавил, что не увидел в её тексте призыва к насилию, и потому уголовное наказание здесь недопустимо. По его словам, если Роскомнадзор увидел там какие-то нарушения, то следовало ограничиться штрафом, а не возбуждать уголовное дело. Журналист и председатель Совета по правам человека при президенте России Валерий Фадеев сказал, что Прокопьева выразила в своём тексте „достаточно жёсткие тезисы“, и он бы скорее высказался „стилистически тоньше“, чтобы не привлекать внимание органов правопорядка. Фадеев также указал, что „такие рассуждения журналиста [как у Прокопьевой] не могут быть поводом для судебного преследования“. Журналистка Эхо Москвы Татьяна Фельгенгауэр заявила корреспонденту The Atlantic, что для всех профессиональных журналистов России дело Прокопьевой означает, что „[теперь] каждый из нас может быть обвинён в преступлениях из-за своей работы“. Представитель Human Rights Watch по России Дамеля Айтхожина говорит, что дело Прокопьевой продолжает тенденцию того, что в России „независимая свободная журналистика становится практически невозможной“. Бывший секретарь Союза журналистов России Игорь Яковенко видит обвинение против Прокопьевой как „последовательную политику российской власти по подавлению свободы прессы“. Главный редактор „Ежедневного журнала“ Александр Рыклин разделяет позицию Прокопьевой о непростой ситуации в стране. По его словам „единственное желание у них [те, кто заводили уголовное дело Прокопьевой] было — выслужиться перед начальством, показать какие они креативные, крутые, как они видят угрозы власти и как с ними борются“. Политик Лев Шлосберг назвал это дело „политическим террором“ и что „заказчиком, организатором и исполнителем уголовного дела является российское государство“. Журналист Сергей Пархоменко заявил, что Светлана Прокопьева „реализовывала свой журналистский долг“ и зачитал в эфире „Эхо Москвы“ несколько абзацев из статьи псковской журналистки. Директор Центра защиты прав СМИ, Галина Арапова считает, что оправдания терроризма в тексте псковской журналистки нет, а есть высказывание по общественно важному вопросу, который прямым образом соотносится с профессиональным и гражданским правами Прокопьевой. Журналист Леонид Никитинский указывает, что „Примечание 1“, приложенное к статье 205.2, разъясняет, что в исследуемом на оправдание терроризма тексте должны присутствовать заявления о правильности практики терроризма, поддержке и подражании этого дела, чего Прокопьева не допускала в своей статье. Сопредседатель Профсоюза журналистов и работников СМИ Павел Никулин потребовал закрыть уголовное дело Светланы Прокопьевой и извиниться перед ней. Корреспондент газеты „Взгляд“, военный журналист Анна Долгарева называет текст Прокопьевой „банальным и глупым“, вместе с тем она считает „несправедливым и чрезмерно жестоким“ возможное наказание в виде реального срока заключения. По её словам трагедия этого дела заключается не в возможном конфликте между Прокопьевой и силовиками, а в том что последние действуют по закону. Она добавляет, что шумиха вокруг псковской журналистки необходима для обсуждения „давно назревшей проблемы“ связанной со статьёй 205.2, которая позволяет давать сроки за слова. Журналист Антон Орехъ заявил, что не согласен со мнением Прокопьевой, возложившей вину в теракте на государство, вместе с этим он считает, что она не оправдывала терроризм, а искала причины, объясняющие поступок [Жлобицкого], то есть занималась прямой работой журналиста. Журналистка Екатерина Винокурова считает, что в статье Прокопьевой нет оправдания терроризма, а есть мнение, что молодёжь радикализируется, если государство начинает с ней очень жёстко обходиться. По мнению политика Геннадия Гудкова, дело Прокопьевой — это страх, что о радикализме начнут рассуждать вслух. Рок-журналист Артемий Троицкий считает, что дело Прокопьевой „в чистом виде просто наглая, гнусная атака на свободу слова“, он выпустил ролик на своём YouTube-канале в поддержку Светланы Прокопьевой, заявляя, что никакого оправдания терроризма в её статье нет. Журналист и телеведущий Максим Шевченко назвал преследование Прокопьевой „расправой, произволом и беззаконием“ и отметил её публикацию как „нормальное философское в духе Бодрийяра и Сартра, интерпретация и обсуждение проблематики терроризма в современном обществе“. Журналистка и писательница Юлия Латынина считает, что в словах Прокопьевой нет ничего и близкого к оправданию терроризма, и если бы государство хотело доказать, что оно не является репрессивным, то единственной правильной реакцией на текст Прокопьевой было бы отсутствие в её отношении репрессий, уголовного преследования.

#### Комментарии чиновников
7 октября 2019 года Дмитрий Песков, пресс-секретарь Президента России, сказал, что Владимир Путин знает о деле Светланы Прокопьевой, упомянув при этом, что оно не касается президента:
В данном случае это не вопрос, который касается президента. Он в курсе, но это не тема для президента.
После того как стало известно, что гособвинитель запросил для Прокопьевой шесть лет лишения свободы, несколько политиков прокомментировали это предложение. Например, российский политик и член Совета Федерации Франц Клинцевич заявил, что „шесть лет для журналистки — справедливо“. Член Комитета Госдумы по безопасности и противодействию коррупции Анатолий Выборный сказал, что „наказание [для Прокопьевой] должно быть максимально снисходительное или условное“, если она впервые и по неосторожности оправдала терроризм. Полномочный представитель Правительства Российской Федерации в высших судебных инстанциях Михаил Барщевский сказал, что в тексте Прокопьевой оправдания терроризма не видит.

### Медиаосвещение

#### В России
О деле Светланы Прокопьевой рассказывали многие русскоязычные государственные и независимые СМИ, такие как „Ведомости“, „Взгляд“, „Дискурс“, „Дождь“, Znak.com, „Коммерсантъ“, „Лениздат. Ру“, „МБХ Медиа“, „Медиазона“, „Медуза“, Московский комсомолец, „Настоящее время“, „Новая газета“, „Новые известия“, „Нью Таймс“, „ОВД-ИНФО“, Радио „Комсомольская Правда“, „Радио Свобода“, „РБК“, „Роскомсвобода“, „Репаблик“, РИА Новости, „Росбалт“, Россия-24, „Серебряный Дождь“, „Сноб“, „Тайга.инфо“, „Такие дела“, „ТВ-2“, „ТВК Красноярск“, „Троицкий вариант“, „Фонтанка“, „Хакасия“, „Эхо Москвы“, BBC (русская версия), Business FM, Daily Storm, Deutsche Welle (русская версия), Lenta.ru, the Moscow Times, RTVi, TJournal, The Insider, Wonderzine.

##### В Пскове
„Псковская губерния“, „Псковская лента новостей“.
Уже после приговора Прокопьевой, политик Лев Шлосберг и главный редактор газеты „Псковская губерния“ Денис Камалягин отметили, что местные псковские журналисты практически не освещали эту историю и не выражали своего мнения, „никакого ажиотажа среди местных журналистов по поводу освещения этого дела не было“, „как таковой поддержки в [местной] журналистской среде у Светы почти и не было, её поддерживали только несколько изданий“.

#### За рубежом
О журналистке из Пскова также рассказывали за пределами России. О Прокопьевой писали австралийская левоцентристская газета „Канберра таймс“, австрийская газета Wiener Zeitung, американская газета The New York Times, американская газета The Washington Post, американский литературный журнал The Atlantic, американская газета The San Diego Union-Tribune, американская международная радиокомпания „Голос Америки“, британская газета The Daily Telegraph британский литературный журнал Literary Review, британская газета The Times, бельгийская газета Le Soir болгарское национальное радио, болгарская газета Dnevnik, голландское медиа Villamedia Magazine, греческая газета „Катимерини“, итальянское издание Fanpage.it, латвийский информационный портал TV NET, сайт литовского национального радио и телевидения, мексиканская газета La Jornada, немецкая газета Der Spiegel, норвежская интернет-газета Journalen, финская газета „Илталехти“, французская ежедневная газета Le Monde, международное Французское радио, старейшая французская газета Le Figaro, французская газета Ouest-France, чешский новостной сайт iDNES.cz, чилийская газета La Nación.

### Общественная и международная поддержка

#### В России
7 февраля 2019 года Союз журналистов РФ вступился за журналистку, председатель СЖР Владимир Соловьёв сказал, что серьёзных нарушений в деятельности Прокопьевой нет, он добавляет, что статья 205. 2 по которой преследуют Прокопьеву — сложная, и любой журналист, который что-то пишет о террористах, может оказаться на месте псковской журналистки. Соловьёв считает, что данную статью следует использовать только если журналист заявляет, что поддерживает терроризм, и что Прокопьева в своём тексте этого не делала. 7 февраля информационно-аналитический центр „Сова“ в своей статье о деле Прокопьевой счёл неправомерным преследования журналистки.
23 сентября 2019 года Профсоюз журналистов и работников СМИ выпустил заявление с призывом подписать петицию на Change.org в защиту журналистки, которая набрала свыше 150 тысяч подписей. Профсоюз выпустил на своём сайте обращение, которое подписали более 400 журналистов из российских федеральных и региональных СМИ.
В день рождения журналистки, 1 октября, более пятидесяти российских СМИ, такие, как „Медуза“, „Медиазона“, „Новая газета“, The Insider, „Дождь“, „МБХ медиа“, Wonderzine, „Такие дела“, „Сноб“, „МОХ“, „Дискурс“, „7×7“, „Эхо Москвы“, „Псковская губерния“ и другие, в знак солидарности со своей коллегой опубликовали открытое обращение Прокопьевой „Семь лет за 2 страницы текста“. 1 октября о деле Прокопьевой и акции СМИ рассказали на телеканале ТВК. 2 октября ассоциация журналистов и литераторов „Свободное слово“ опубликовала заявление с призывом прекратить уголовное дело Прокопьевой. 2 октября коллектив журналистов Псковской ленты новостей опубликовал заявление, в котором назвал уголовное дело Прокопьевой давлением государства на свободы человека, актом цензуры.
3 октября, СПЧ, который ещё 6 февраля заинтересовался этим делом, потребовал снять обвинение против Прокопьевой.
8 октября Союз журналистов Санкт-Петербурга и Ленобласти потребовал прекратить уголовное дело Прокопьевой.
19 апреля 2020 года стало известно, что журналисты и правозащитники, в числе которых Ольга Романова, секретарь европейской федерации журналистов Рикардо Гутьеррес, издатель журнала „Дискурс“ Константин Ворович, член СПЧ Ева Меркачева, журналист и редактор „ДО-инфо“ Виктор Корб и другие записали видеообращение в поддержку Прокопьевой, потребовав снять с неё обвинения.

6 июля Альянс независимых региональных издателей опубликовал заявление в защиту Прокопьевой.

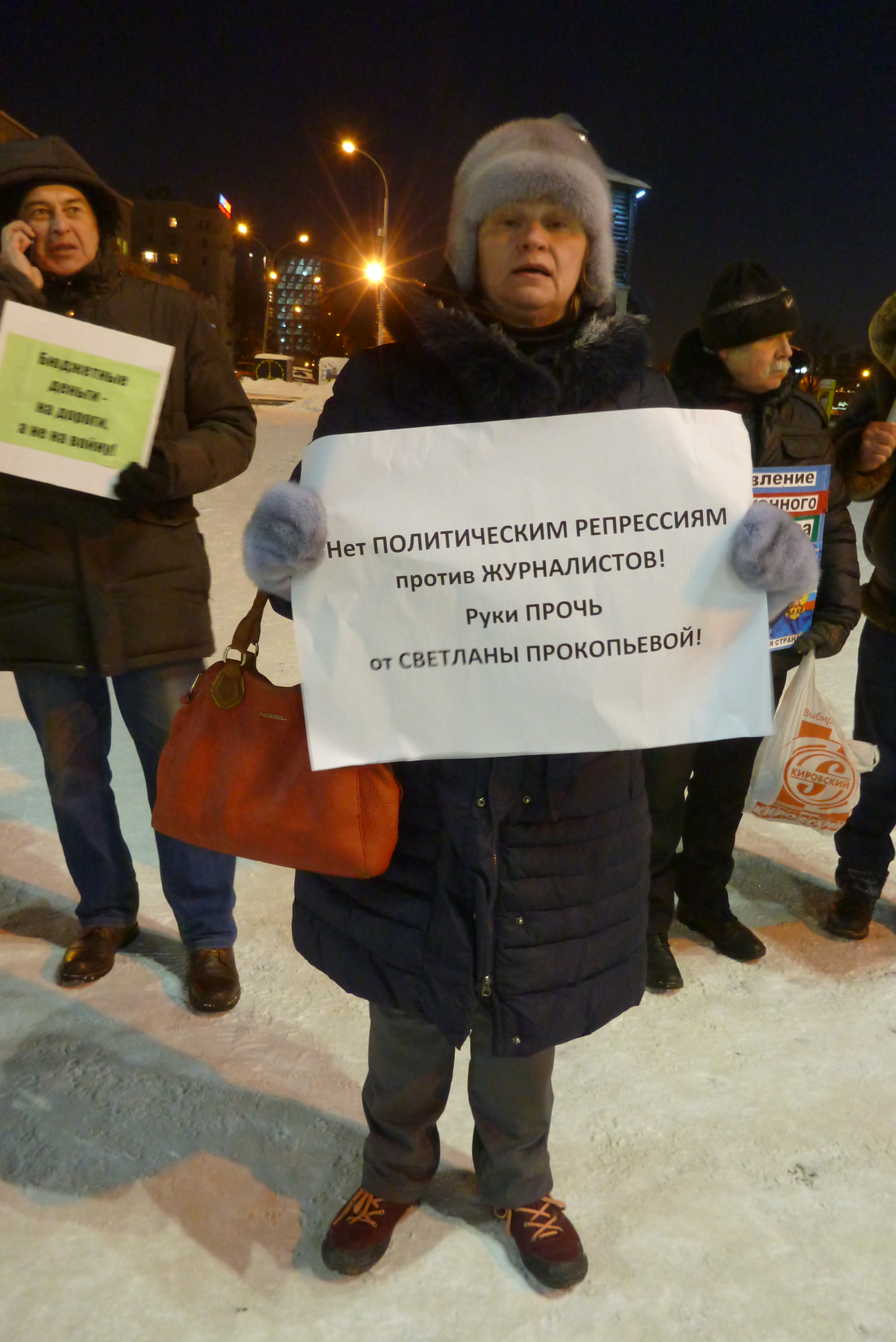
Пикет филолога и журналистки Елены Шукаевой в защиту Светланы Прокопьевой

##### Пикеты и акции
В защиту Светланы Прокопьевой во многих городах России проходили пикеты и акции.

###### В Пскове
10 февраля 2019 года прошёл митинг (где присутствовал в том числе бывший губернатор Псковской области Михаил Кузнецов), который собрал 250 человек. 29 сентября того же года усилиями активистов местного штаба Навального, отделения „Яблока“, „Группы помощи задержанным“ и экологического движения „Свободный берег“ проходили пикеты. Пикеты также проходили 4 июля, некоторые участники были задержаны, среди них главный редактор газеты Псковская губерния Денис Камалягин.

###### В Владимире
10 февраля 2019 года жители Владимира устроили в соцсетях флешмоб под названием #РукиПрочьотПрокопьевой.

###### В Самаре
14 февраля 2019 года в Самаре прошёл одиночный пикет активистки движения „Бессрочный протест“.

###### В Тольятти
3 октября 2019 года в Тольятти активисты провели одиночные пикеты.

###### В Санкт-Петербурге
В Санкт-Петербурге 7 октября 2019 года проводили пикет журналистка The New Times Наталья Шкуренок, историк Даниил Коцюбинский и редактор издания „Север. Реалии“ Татьяна Вольтская.

###### В Новгороде
11 октября 2019 года стало известно о проведении пикета в Новгороде.

###### В Москве
30 сентября 2019 года в Москве у здания администрации президента прошли пикеты московских журналистов и активистов. 1 октября того же года журналистка газеты „Собеседник“ Виктория Савицкая провела одиночный пикет. 3 июля 2020 года возле здания ФСБ на Лубянке журналисты провели серию одиночных пикетов, в дальнейшем полиция задержала около 17 пикетчиков.

###### В Волгограде
5 июля 2020 года в Волгограде активистка Галина Тихенко выступила против поправок в Конституцию России, а также высказалась в поддержку политзаключённых, в том числе за свободу Светлане Прокопьевой.

###### В Новосибирске
6 июля 2020 года житель Новосибирска провёл одиночный пикет.

#### За рубежом
8 февраля 2019 года международная организация Human Rights Watch заявила, что российские власти должны прекратить дело. 11 февраля ОБСЕ призвала снять обвинения в адрес журналистки. 15 февраля в защиту журналистки выступила британская правозащитная организация Article 19. 19 февраля Комиссар Совета Европы по правам человека попросила уполномоченного по правам человека в России Татьяну Москалькову изучить дело Прокопьевой. 21 февраля Лорд Джордж Фоулкс, генеральный докладчик ПАСЕ по вопросам свободы СМИ и безопасности журналистов, призвал снять обвинения с журналистки Светланы Прокопьевой.
25 сентября международная организация Репортёры без границ выпустила заявление в котором осудила обвинения в адрес журналистки и призвала подписать петицию в защиту Прокопьевой.
4 октября Комитет защиты журналистов опубликовал на своём сайте обращение с призывом снять обвинения в оправдании терроризма против Прокопьевой. 6 октября Белорусская ассоциация журналистов высказалась в поддержку Светланы Прокопьевой. 4 октября Арлем Дезир, представитель ОБСЕ по свободе СМИ, призвал снять обвинение с Прокопьевой.
6 ноября международная неправительственная организация ПЕН-клуб опубликовала статью, в которой призвала прекратить обвинение журналистки.
В конце ноября „Единая коалиция свободной прессы“ внесла Светлану Прокопьеву в свой список десяти лиц подвергшихся атаке за свободу слова, в числе которых убитый саудовский журналист Джамаль Хашогги, марокканский журналист Хамид аль-Махдауи, исчезнувший танзанийский журналист Азори Гванда, киргизский журналист Алимжан Аскаров, египетский активист Исраа Абдель Фаттах, китайский независимый журналист и активист MeToo София Хуан, венесуэльский журналист Луис Карлос Диас, алжирский журналист Софиан Меракши и кашмирский журналист Кази Шибли, этот список затем опубликовали Time, Wired, Aljazeera, Forbes.
18 марта 2020 года Международный институт прессы выступил в защиту Светланы Прокопьевой. 30 марта Amnesty International опубликовала заявление с призывом заступиться за Светлану Прокопьеву перед генеральным прокурором РФ Игорем Красновым и рассказать всем об уголовном преследовании псковской журналистки.
19 апреля Европейская федерация журналистов потребовала остановить уголовное преследование Прокопьевой.
В июне группа по солидарности Гражданского форума ЕС-Россия призвала обеспечить гласность судебного процесса над Светланой Прокопьевой. Также в июне о деле Прокопьевой было рассказано в докладе Международной федерации за права человека „Преступления против истории“.
16 июня 2020 года международная коалиция „За женщин в журналистике“ выпустила заявление с требованием освободить от уголовного дела Светлану Прокопьеву.
22 июня 2020 года стало известно, что правозащитная организация „Фонд Клуни за справедливость“, учреждённая актёром Джорджем Клуни и его женой, юристом Амаль Клуни, заинтересовалась делом Прокопьевой и будет следить за законностью судебного процесса.
6 июля актрисы из России, Латвии, Литвы, Эстонии провели флешмоб и зачитали речь Светланы Прокопьевой которую та произнесла на суде.
6 июля международная правозащитная организация „Мемориал“ призвала оправдать журналистку.
6 июля британская делегация ОБСЕ также опубликовала заявление, в котором выразила обеспокоенность делом Прокопьевой.

### Реакция на приговор

#### В России

##### Комментарии деятелей СМИ и культуры
Телеведущий и журналист Владимир Познер назвал итог дела „большой победой“, он сказал, что рад что Прокопьевой не дали реальный срок, но добавил, что „продолжается чувство несправедливости“. По его словам, псковская журналистка ни в чём не виновата и что этим делом журналисты получили „очередной сигнал, что любое высказывание, которое может не понравиться местной власти, даже не федеральной, может закончится приговором“. Писательница Людмила Улицкая назвала дело Прокопьевой „сигналом закрыть рот“. Она добавила что „открывать рот и что-то говорить — это в некоторой степени героизм“. Советская и российская актриса Лия Ахеджакова сказала, что Прокопьева ни в чём не виновата, а приговор назвала подлым. По её словам „низость, дикая жестокость брать с российских граждан, которым часто не хватает на еду и лекарства, такие суммы“. Политик Эмилия Слабунова назвала приговор „позорным“. По словам писателя Виктора Шендеровича, государство не может в соответствии с законом вынести оправдательный приговор, потому что после этого придётся „сажать всех, кто шил это дело […] кто мучил Светлану Прокопьеву“. Как он заметил, „этот циничный беспредел в наших широтах теперь считается милосердием. Заплати полмиллиона за то, чтобы ты просто работала журналистом“. Политолог и журналист Андрей Колесников в статье для Forbes связал приговор Прокопьевой с приговорами Кириллу Серебренникову и Егору Жукову, считая что „правоохранительные органы и суды давно и безнадёжно больны обвинительным уклоном“. Политолог Екатерина Шульман в комментарии для Коммерсанта сказала, что в такого рода делах выносить оправдательные приговоры „в России де-факто запрещено“, по её словам „штраф или условный срок — это суррогаты оправдательного приговора“. Заслуженный юрист Генри Резник заявил, что „изначально был бы позорен любой обвинительный приговор Прокопьевой […] Унизительна радость, что не посадили“.
Блогер и стендап-комик Данила Поперечный заявил, что если Прокопьева не сможет обжаловать приговор, то он готов помочь и полностью оплатить штраф.

##### Комментарии чиновников
Пресс-секретарь Президента России Дмитрий Песков заявил, что было бы некорректным давать итогу какие-либо комментарии.

##### Заявления организаций
6 июля Совет по правам человека при Президенте России назвал решение „завышенным“, но добавил, что „безнаказанно это [дело] не должно было быть“. По словам секретаря СПЧ Александра Точенова „реально — это защита и поддержка терроризма. Суд определил“. 6 июля также Союз журналистов России опубликовал заявление в котором выразил своё категорическое несогласие с приговором, назвал его „вопиюще несправедливым“ и потребовал полного оправдания журналистки. Также в этот день объединённая группа независимых СМИ „Синдикат-100“ опубликовала заявление с требованием отменить приговор и оправдать Прокопьеву. В тот же день редакция журнала Сноб разместила своё заявление на сайте, в котором назвала дело Прокопьевой „показательным для российского общества, прямым запретом на размышления и здоровую критику, попытку регламентировать то о чём думать можно, а о чём — нельзя“, а приговор „налогом на профессию“. Тогда же редакции „Псковской ленты новостей“ и „Эхо Москвы в Пскове“ опубликовали заявление с одобрением исхода дела, что „наказание не связано с лишением свободы и запретом на занятия журналистикой“. В тот же день партия Яблоко опубликовала заявление в котором назвала обвинительный приговор „незаконным и несправедливым“ и потребовала его отменить. Заявление выпустила партия ПАРНАС с требованием отменить приговор Прокопьевой и прекратить преследование журналистов. Ассоциация „Свободное слово“ и ПЭН-Москва» также выпустили заявление в котором назвали приговор «вопиющей несправедливостью». Союз журналистов Санкт-Петербурга и Ленинградской области опубликовали заявление, в котором приговор Прокопьевой назвали «несправедливым и необоснованным».
6 июля информационно-аналитический центр «Сова» назвал приговор «неправомерным».

#### За рубежом
6 июля после оглашения приговора Прокопьевой, ЕС разместил заявление, в котором указал, что считает приговор несправедливым. Тогда же международная коалиция «За женщин в журналистике» выпустила заявление в котором приветствовала отсутствие реального срока и потребовала оправдательного приговора. Тогда же правозащитная организация «Фонд Клуни за справедливость» выпустила заявление, в котором приветствовала отсутствие тюремного заключения и призвала вынести Прокопьевой оправдательный приговор. 6 июля также появилось заявление ОБСЕ, организация выразила разочарование тем что Прокопьевой вынесли обвинительный приговор и надеется на пересмотр дела. Генеральный секретарь Международной федерации журналистов Энтони Белланджер заявил, что федерация осуждает решение суда и призывает к полному оправданию Прокопьевой.
3 августа «Единая коалиция свободной прессы» во второй раз внесла Светлану Прокопьеву в свой список десяти лиц подвергшихся атаке за свободу слова наряду с филиппинской журналисткой-расследователем Марией Рессу, которую обвинили в «киберклевете», марокканским журналистом-расследователем Омаром Ради, которого арестовали за твит, в котором он критиковал судебную систему Марокко и чей смартфон был после этого взломан спецслужбами, его также обвинили в получении иностранного финансирования и антигосударственной деятельности, с Остином Тайсом, американским независимым журналистом, которого похитили в Сирии в 2012 году, с репортёром Аасифом Султаном, которого обвинили в укрывательстве террористов и которого отправили в тюрьму на два года без суда и следствия, с убитым саудовским журналистом Джамалем Хашогги, с египетской журналисткой Солафой Магди, которая освещала ситуацию с иммиграцией и проблемами прав человека в Каире, и которую похитили и отправили в тюрьму, с Рухоллу Замом, иранским журналистом, который освещал протестные акции в Иране и которого отправили в тюрьму за антиправительственную деятельность, а позже приговорили к смертной казни, с Азимжаном Аскаровым, киргизским журналистом и правозащитником, который умер в тюрьме из-за отсутствия медицинской помощи. Этот список публиковали Wired, Forbes, Time.

##### Отчёт юридической компанииCovington & Burling
1 февраля 2021 года стало известно, что Международная юридическая фирма Covington & Burling оценила качество судебного процесса по делу Светланы Прокопьевой по нижней границе и присвоила предпоследний уровень в своей классификации — D. Организация констатировала, что суд над журналисткой проходил с нарушениями международных стандартов. По оценке юристов организации, суд нарушил права Прокопьевой «на презумпцию невиновности, на вызов и допрос свидетелей, на независимый и компетентный суд, а также на мотивированное судебное решение, необходимое для подачи апелляции». Организация посчитала, что уголовное дело против Прокопьевой возбудили «ради сдерживания критики в адрес властей».

## Последствия и значение
Дело Светланы Прокопьевой совместно с уголовными делами её коллег, журналистов Ивана Голунова из Meduza и Рашида Майсигова из Кавказского узла было упомянуто в качестве наиболее заметных кейсов с нарушением прав журналистов в России в 2019 году в ежегодном докладе для Совета Европы, который подготовили 14 международных журналистских организаций и групп по защите свободы прессы.
18 февраля 2019 года Светлана Прокопьева стала лауреатом стипендии имени Петра Вайля «Свободная русская журналистика».
1 марта 2019 года Светлана Прокопьева получила журналистскую премию «Редколлегия» в номинации «Солидарность».
Как отмечает санкт-петербургская газета «Фонтанка» «впервые в российской истории журналиста признали виновным в оправдании терроризма». Центр защиты прав СМИ тоже назвал приговор Прокопьевой «первым по оправданию терроризма против журналистов». ОБСЕ выразило опасение об опасности этого прецедента для российских журналистов.
Журналистка Светлана Прокопьева дважды попадала в список пятнадцати самых цитируемых журналистов по версии Медиалогии: в октябре 2019 года и в июле 2020 года.
9 июля 2020 года в Госдуму внесли законопроект о быстрой блокировке сайтов, содержащих признаки оправдания экстремизма или террористической деятельности. По словам одного из авторов законопроекта, депутата Василия Пискарёва, «наш законопроект направлен […] на предотвращение радикализации несовершеннолетних».
13 июля Светлану Прокопьеву удостоили Международной премии за свободу прессы от Комитета защиты журналистов. Награждение прошло в ноябре.
16 июля появилась информация, что Прокопьева начала процесс обжалования приговора.
29 июля стало известно, что эксперты Высшей школы экономики подготовили и опубликовали доклад на тему о недопустимости оправдания терроризма.
20 августа правозащитная организация «Мемориал» внесла Светлану Прокопьеву в список «лиц, преследуемых по политическим мотивам».
30 сентября 2020 года Светлана Прокопьева получила премию от газеты «Коммерсант-СПб» в номинации «Слово с твердым знаком».
19 ноября 2020 года Светлана Прокопьева получила премию журнала Glamour «Женщины года — 2020» наряду с такими лицами как телеведущая и политик Оксана Пушкина, политолог Екатерина Шульман, художница Юлия Цветкова и другими.
31 декабря 2020 года Коммерсантъ опубликовал список десяти резонансных судебных процессов за прошедший год, в который вошло дело Светланы Прокопьевой.
19 мая 2022 года Прокопьевой разблокировали счета и её исключили из реестра террористов и экстремистов.

### Апелляция и кассация
16 июля 2020 года появилась информация, что Светлана Прокопьева начала процесс обжалования приговора.
2 февраля 2021 года Апелляционный военный суд оставил приговор журналистке без изменений. В тот же день приговор Прокопьевой вступил в законную силу.
6 апреля 2021 года Прокопьева подала кассационную жалобу на приговор в военную коллегию Верховного суда России.
6 июля 2021 года военная коллегия Верховного суда России оставила приговор журналистке без изменений.

### Оплата штрафа
15 февраля 2021 года Прокопьева заявила о сборе денег на оплату назначенного ей штрафа. Сумма была собрана за три часа, причём стендапер Даниил Поперечный перевёл ей сразу все 500 тысяч рублей; остатки от уплаты штрафа, по заявлению Прокопьевой, будут перечислены правозащитным организациям. Сообщается, что Прокопьева по итогу собрала 2,5 миллиона рублей.
25 февраля Прокопьева сообщила, что оплатила штраф в 500 тысяч рублей. На следующий день, 26 февраля, она сообщила, что перевела оставшуюся от уплаты штрафа сумму почти в 2 миллиона рублей в помощь «Центру защиты прав СМИ».
19 мая 2021 года стало известно, что несмотря на оплаченный штраф, судебные приставы обвинили Прокопьеву в невыплате штрафа и завели на неё исполнительное производство. 24 мая производство против Прокопьевой было прекращено.

### Европейский суд по правам человека
26 ноября 2021 года Прокопьева сообщила, что направила жалобу на приговор по своему делу в Европейский суд по правам человека.

### Конституционный суд РФ
В дальнейшем Светлана Прокопьева обратилась в Конституционный суд РФ с жалобой на статью 205.2 УК РФ, заявляя, что эта статья позволяет привлекать журналистов к уголовной ответственности, если те информируют общество про обстоятельства совершения преступления. 31 марта 2022 года суд отклонил эту жалобу. Прокопьева также подавала жалобу в Конституционный суд РФ на несколько положений из Уголовно-процессуального кодекса РФ, требуя признать неконституционность ч. 2 ст. 61, ч. 2 ст. 71, п. 3 ч. 2 ст. 75 и ч. 2 ст. 88. 20 октября 2022 года суд отказал в этой жалобе.